# Aghbala
Aghbala är en ort i Marocko, som i folkräkningen räknas som stad i landskommunen med samma namn. Den ligger i provinsen Béni Mellal och regionen Béni Mellal-Khénifra, 200 km sydost om huvudstaden Rabat. Antalet invånare var 6 745 vid folkräkningen 2014.